# Hessea speciosa
Hessea speciosa är en amaryllisväxtart som beskrevs av Deirdré Anne Snijman. Hessea speciosa ingår i släktet Hessea och familjen amaryllisväxter. Inga underarter finns listade i Catalogue of Life.